# (29427) Oswaldthomas
(29427) Oswaldthomas (1997 EJ11) – planetoida z pasa głównego asteroid okrążająca Słońce w ciągu 3,24 lat w średniej odległości 2,19 j.a. Odkryta 7 marca 1997 roku.